# Некрасов, Леонид Васильевич
Леонид Васильевич Некра́сов (28 сентября 1958 года, Первоуральск Свердловской области — 20 июля 2000 года, Екатеринбург) — российский бизнесмен и политический деятель, депутат Государственной Думы I созыва (1993—1995).

## Биография
В 1980 году окончил УПИ имени С. М. Кирова. Остался в аспирантуре, был ассистентом кафедры экономики чёрной металлургии и одновременно — заместителем секретаря комитета ВЛКСМ института и инструктором Свердловского обкома ВЛКСМ.
В 1983—1985 годах проходил военную службу, после чего вернулся на научную работе в ИЭ УрО АН СССР.
С 1987 года — заместитель директора «Уралэлектротяжмаша».
С 1989 года занимался бизнесом, был президентом АО «Эстер» и президентом «Эстер-банка». Одновременно был директором центра экономического содействия Совета Министров РСФСР. В январе 1993 года вступил в Партию экономической свободы (ПЭС), основанную Константином Борововым. На выборах в Государственную Думу I созыва избран депутатом по Первоуральскому округу № 165, стал одним из двух кандидатов от ПЭС (наряду с Ириной Хакамадой), избранных в думу. С февраля 1994 года — сопредседатель партии.
Во время работы в думе непродолжительное время (апрель — июнь 1994 года) входил в депутатскую группу «Союз 12 декабря», с марта 1995 года — член группы «Стабильность». Входил в Комитет по бюджету, налогам, банкам и финансам, в апреле 1995 года перешёл в Комитет по делам СНГ и связям с соотечественниками.
В июле 1995 года Некрасов выдвинулся кандидатом на выборах Губернатора Свердловской области, однако за несколько дней до первого тура голосования снял свою кандидатуру («из-за давления и угроз физической расправы») в пользу действующего главы администрации области Алексея Страхова (во втором туре Страхов проиграл Эдуарду Росселю).
На выборах Государственной Думы II созыва список ПЭС, в котором Некрасов занимал 2-ю позицию (после Борового), потерпел поражение, набрав 0,13 % (35-е место из 43), а на выборах в одномандатном округе сам Некрасов занял только третье место, уступив Геннадию Бурбулису и кандидату от коммунистов Борису Ячменёву.
После выборов 1995 года отошёл от политической деятельности. 20 июля 2000 года умер в результате болезни (по другим данным — покончил жизнь самоубийством). Похоронен в Екатеринбурге на Михайловском кладбище.